# Rui Costa (wielrenner)
Rui Alberto Faria da Costa (Póvoa de Varzim, 5 oktober 1986) is een Portugees wielrenner die sinds 2024 rijdt voor EF Education-EasyPost.

## Biografie
In oktober 2010 werd bekend dat Costa, net als zijn broer Mário (Team Barbot), na het door hem gewonnen nationale kampioenschap tijdrijden op 23 juni betrapt was op het gebruik van methylhexanamine. Hij heeft echter kunnen aantonen dat die positieve test te wijten was aan een vervuild supplement. Toch kreeg hij een schorsing van vijf maanden.
Nadat hij een jaar niet heeft kunnen koersen tekende hij in april 2011 een driejarig contract bij Movistar Team. Niet veel later won hij de Ronde van Madrid.
Op 9 juli 2011 won hij, na een lange ontsnapping, de achtste etappe in de Ronde van Frankrijk.
Op 11 september 2011 won hij de Grote Prijs van Montreal.
In 2012 pakte Costa de eindoverwinning in de Ronde van Zwitserland. Hij won de tweede etappe en het eindklassement. Rui Costa won de bergrit over 218 kilometer van Verbier naar Verbier, en nam ook de leiderstrui over van Peter Sagan die de eerste etappe won. In de laatste etappe lukte het Costa, met hulp van ploeggenoot Alejandro Valverde, om de aanvallen van Fränk Schleck, Steven Kruijswijk en Robert Gesink af te slaan.
In 2013 verdedigde Costa zijn titel in de Ronde van Zwitserland met succes. Nadat hij eerder al de zevende etappe naar La Punt had gewonnen, won hij ook de klimtijdrit en tevens laatste rit. Hiermee nam hij de gele trui over van thuisrijder Mathias Frank, die pas vijfde werd in het eindklassement.
In Florence werd de Portugees knap wereldkampioen op de weg nadat hij Joaquim Rodríguez bijhaalde en de Spanjaard in de sprint versloeg.
Sinds 2014 rijdt Rui Costa voor de Italiaanse ploeg Lampre-Merida. Costa schreef voor de derde keer op rij de Ronde van Zwitserland op z'n naam.
In de wegwedstrijd op de Olympische Spelen in Rio de Janeiro werd Costa tiende, op bijna tweeënhalve minuut van winnaar Greg Van Avermaet.

## Palmares

### Overwinningen
2007
Eindklassement Giro delle Regioni
2008
4e etappe Giro delle Regioni
4e etappe Coupe des Nations Ville Saguenay
2009
Eindklassement Vierdaagse van Duinkerke
Jongerenklassement Vierdaagse van Duinkerke
3e etappe Ronde van Chihuahua
2010
Trofeo Deià
Jongerenklassement Vierdaagse van Duinkerke
8e etappe Ronde van Zwitserland
 Portugees kampioen tijdrijden, Elite
2011
Eindklassement Ronde van Madrid
8e etappe Ronde van Frankrijk
Grote Prijs van Montreal
2012
1e etappe Ronde van Zwitserland
Eindklassement Ronde van Zwitserland
2013
Klasika Primavera
7e etappe Ronde van Zwitserland
9e etappe Ronde van Zwitserland
Eindklassement Ronde van Zwitserland
 Portugees kampioen tijdrijden, Elite
16e etappe Ronde van Frankrijk
19e etappe Ronde van Frankrijk
 Wereldkampioen op de weg, Elite
2014
Puntenklassement Ronde van Algarve
9e etappe Ronde van Zwitserland
Eindklassement Ronde van Zwitserland
2015
6e etappe Critérium du Dauphiné
 Portugees kampioen op de weg, Elite
2017
5e etappe Ronde van San Juan
3e etappe Abu Dhabi Tour
Eindklassement Abu Dhabi Tour
2020
1e etappe Ronde van Saoedi-Arabië
 Portugees kampioen op de weg, Elite
2023
Trofeo Calvià
5e etappe Ronde van Valencia
Eindklassement Ronde van Valencia
15e etappe Ronde van Spanje
Japan Cup
2024
 Portugees kampioen op de weg, Elite

### Resultaten in voornaamste wedstrijden
| Jaar | Ronde van Italië | Ronde van Frankrijk | Ronde van Spanje |
| ---- | ---------------- | ------------------- | ---------------- |
| 2009 |                  | opgave              |                  |
| 2010 |                  | 72e                 |                  |
| 2011 |                  | 90e (1)             |                  |
| 2012 |                  | 18e                 |                  |
| 2013 |                  | 27e (2)             |                  |
| 2014 |                  | opgave              |                  |
| 2015 |                  | opgave              |                  |
| 2016 |                  | 49e                 |                  |
| 2017 | 27e              |                     | 43e              |
| 2018 |                  |                     |                  |
| 2019 |                  | 53e                 |                  |
| 2020 |                  |                     | 44e              |
| 2021 |                  | 77e                 |                  |
| 2022 | 44e              |                     |                  |
| 2023 |                  | 67e                 | 41e (1)          |
| 2024 |                  | 68e                 | opgave           |
| 2025 |                  |                     |                  |

| Jaar | Milaan-San Remo | Ronde van Vlaanderen | Parijs-Roubaix | Amstel Gold Race | Luik-Bast.‑Luik | Ronde van Lombardije | Waalse Pijl | Grote Prijs van Montreal | Clásica San Sebastián |  | WK op de weg |  | Wereldranglijsten |
| ---- | --------------- | -------------------- | -------------- | ---------------- | --------------- | -------------------- | ----------- | ------------------------ | --------------------- |  | ------------ |  | ----------------- |
| 2009 | 79e             | 113e                 | 58e            | 121e             | opgave          | 26e                  | opgave      |                          |                       |  | 69e          |  |                   |
| 2010 | 49e             | opgave               | opgave         |                  |                 |                      |             |                          |                       |  |              |  | 191e (UWK)        |
| 2011 |                 |                      |                | opgave           | opgave          | 25e                  | opgave      | ↑                        | 99e                   |  | 15e          |  | 43e (UWT)         |
| 2012 | 51e             |                      |                | 19e              | 17e             | 38e                  | 18e         | 8e                       |                       |  | 11e          |  | 10e (UWT)         |
| 2013 |                 |                      |                |                  | 9e              | 38e                  | 32e         | 6e                       |                       |  | ↑            |  | 9e (UWT)          |
| 2014 |                 |                      |                | 17e              | opgave          | ↑                    | 53e         | ↑                        |                       |  | 23e          |  | 4e (UWT)          |
| 2015 | opgave          |                      |                | 4e               | 4e              | 46e                  | 28e         | ↑                        | 95e                   |  | 9e           |  | 9e (UWT)          |
| 2016 |                 |                      |                | 17e              | ↑               | 15e                  | 10e         | 49e                      |                       |  |              |  | 19e (UWT)         |
| 2017 |                 |                      |                | 38e              | 14e             | 54e                  | 31e         |                          |                       |  | 19e          |  | 38e (UWT)         |
| 2018 |                 |                      |                | 27e              | 22e             | 38e                  | 19e         |                          |                       |  | 10e          |  | 81e (UWT)         |
| 2019 |                 |                      |                | 13e              | opgave          | opgave               | 26e         |                          | 49e                   |  | 10e          |  |                   |
| 2020 |                 |                      |                |                  | 40e             |                      | 85e         |                          |                       |  | 26e          |  |                   |
| 2021 |                 |                      |                | 54e              | 63e             |                      |             |                          |                       |  |              |  |                   |
| 2022 |                 |                      |                |                  |                 |                      |             |                          | 44e                   |  |              |  |                   |
| 2023 |                 |                      |                | 32e              | 31e             | 13e                  |             |                          | 8e                    |  |              |  |                   |
| 2024 |                 |                      |                |                  |                 | opgave               |             |                          |                       |  | 42e          |  |                   |
| 2025 |                 |                      |                |                  |                 |                      |             |                          | 62e                   |  |              |  |                   |

### Resultaten in kleinere rondes
| Jaar | Ronde van Abu Dhabi Ronde van de UAE | Parijs-Nice | Tirreno-Adriatico | Ronde van het Baskenland | Ronde van Romandië | Critérium du Dauphiné | Ronde van Zwitserland | Ronde van Polen | Ronde van Peking Ronde van Guangxi |
| ---- | ------------------------------------ | ----------- | ----------------- | ------------------------ | ------------------ | --------------------- | --------------------- | --------------- | ---------------------------------- |
| 2009 |                                      |             | 145e              |                          |                    |                       | 13e                   |                 |                                    |
| 2010 |                                      |             | 60e               |                          |                    |                       | 34e (1)               |                 |                                    |
| 2011 |                                      |             |                   |                          | 18e                | 43e                   |                       |                 |                                    |
| 2012 |                                      |             | 29e               | 15e                      | ↑                  |                       | ↑ (1)                 |                 | 9e                                 |
| 2013 |                                      | opgave      |                   | 13e                      | ↑                  |                       | ↑ (2)                 |                 | 4e                                 |
| 2014 |                                      | ↑           |                   | 51e                      | ↑                  |                       | ↑ (1)                 |                 | 4e                                 |
| 2015 |                                      | 4e          |                   | 7e                       | 25e                | ↑ (1)                 |                       |                 |                                    |
| 2016 |                                      | 10e         |                   | 7e                       | 6e                 |                       | 7e                    |                 |                                    |
| 2017 | ↑ (1)                                |             | 18e               |                          |                    |                       | 5e                    | 10e             |                                    |
| 2018 | 8e                                   | opgave      |                   | 12e                      | 5e                 |                       |                       | 54e             |                                    |
| 2019 | 17e                                  |             | 10e               |                          | ↑                  |                       |                       |                 |                                    |
| 2020 |                                      |             | 28e               |                          |                    |                       |                       | 10e             |                                    |
| 2021 |                                      | 55e         |                   |                          | 13e                |                       | 7e                    |                 |                                    |
| 2022 |                                      |             |                   |                          |                    |                       | opgave                |                 |                                    |
| 2023 |                                      |             |                   | opgave                   | opgave             |                       | opgave                |                 |                                    |
| 2024 |                                      |             |                   |                          |                    |                       | 38e                   |                 |                                    |
| 2025 |                                      |             | opgave            |                          |                    |                       | 81e                   |                 |                                    |

(*) tussen haakjes aantal individuele etappeoverwinningen

## Ploegen
- 2007 –  Benfica
- 2008 –  Benfica
- 2009 –  Caisse d'Epargne
- 2010 –  Caisse d'Epargne
- 2011 –  Movistar Team (vanaf 10 april)
- 2012 –  Movistar Team
- 2013 –  Movistar Team
- 2014 –  Lampre-Merida
- 2015 –  Lampre-Merida
- 2016 –  Lampre-Merida
- 2017 –  UAE Team Emirates [a]
- 2018 –  UAE Team Emirates
- 2019 –  UAE Team Emirates
- 2020 –  UAE Team Emirates
- 2021 –  UAE Team Emirates
- 2022 –  UAE Team Emirates
- 2023 –  Intermarché-Circus-Wanty
- 2024 –  EF Education-EasyPost
- 2025 –  EF Education-EasyPost

Wielerploegen van Rui Costa
Azevedo · Benítez · Castanheira · Costa · Lavarinhas · Lopes · Miranda · Ortega · Pecharroman · Petrov · Pradera · Ribeiro · Sancho · Silva
Antunes · Azevedo · Barbosa · Benítez · Castanheira · M. Costa · R. Costa · Lopes · Mendes · Miranda · Petrov · Pinto · Plaza · Pradera · B. Sancho · H. Sancho
Amador ·
Arroyo ·
Charteau ·
Costa ·
Coyot ·
Drujon ·
Erviti ·
García ·
Gutiérrez ·
Jeannesson ·
Kiryjenka ·
Lastras ·
López ·
Losada ·
Madrazo ·
Moreno ·
Pasamontes ·
Pereiro ·
F. Pérez ·
M. Pérez ·
Perget ·
Portal ·
Rodríguez ·
Rojas ·
Sánchez ·
Urán ·
Valverde ·
Zandio
Amador ·
Arroyo ·
Bruseghin ·
Cobo ·
Costa ·
Coyot ·
Drujon ·
Erviti ·
García ·
Gutiérrez ·
Jeannesson ·
Kiryjenka ·
Lastras ·
López ·
Losada ·
Madrazo ·
Moreau ·
Pasamontes ·
Pérez ·
Perget ·
Plaza ·
Rojas ·
Sánchez ·
Soler ·
Urán ·
Valverde ·
Zandio
Amador · 
Arroyo · 
Bruseghin ·  
Costa · 
Erviti · 
García · 
Gutiérrez · 
Herrada ·  
Intxausti · 
Iriarte · 
Kiryjenka · 
Konovalovas ·
Lastras · 
López · 
Madrazo · 
Oyarzún · 
Pardilla · 
Pasamontes · 
Pérez ·
Plaza · 
Rojas · 
Samojlaw · 
Sanz · 
Soler · 
Tondó (tot 23/05) ·  
Ventoso
Amador · 
Arroyo · 
Bruseghin · 
Castroviejo ·
Cobo · 
Costa · 
Erviti · 
Gutiérrez · 
Jesús Herrada ·  
José Herrada ·
Intxausti · 
Iriarte · 
Karpets · 
Kiryjenka · 
Konovalovas ·
Lastras · 
López · 
Madrazo · 
Moreno · 
Pardilla · 
Plaza · 
Quintana · 
Rojas · 
Samojlaw · 
Sanz · 
Valverde · 
Ventoso ·
Visconti · 
Angarita (stagiair)
Amador · 
Arroyo · 
Bruseghin · 
Capecchi · 
Castroviejo · 
Cobo · 
Costa  · 
Dowsett · 
Erviti · 
Jesús Herrada · 
José Herrada · 
Gutiérrez · 
Intxausti · 
Karpets · 
Lastras · 
Madrazo · 
Moreno · 
Pardilla · 
Plaza · 
Quintana · 
Rojas · 
Samojlaw · 
Sanz · 
Szmyd · 
Valverde · 
Ventoso · 
Visconti
Anacona · Bonifazio · Bono · Cattaneo · Cimolai · Conti · Costa  · Cunego · Dodi · Đurasek · Favilli · Ferrari · Horner · Modolo · Mori · Niemiec · Oliviera · Palini · Polanc · Pozzato · Richeze · Serpa · Ulissi · Valls · Wackermann · Xu · Kasjavy (stagiair) · Vaccher (stagiair)
Bonifazio · Bono · Cattaneo · Cimolai · Conti · M. Costa · R. Costa · Đurasek · Feng · Ferrari · Grmay · Kasjavy · Modolo · Mori · Niemiec · Oliviera · Pibernik · Plaza · Polanc · Pozzato · Richeze · Serpa · Ulissi · Valls · Xu · Ganna (stagiair) · Pacioni (stagiair) · Ravasi (stagiair)
Arashiro · Bono · Cattaneo · Cimolai · Conti · M. Costa · R. Costa · Đurasek · Feng · Ferrari · Grmay · Kasjavy · Kump · Meintjes · Modolo · Mohorič · Mori · Niemiec · Petilli · Pibernik · Polanc · Ulissi · Xu · Zurlo · Masnada (stagiair) · Ravasi (stagiair) · Troia (stagiair)
Aït el Abdia · Atapuma · Bono · Consonni · Conti · Costa · Đurasek · Ferrari · Ganna · Guardini · Kump · Laengen · Marcato · Meintjes · Mirza · Modolo · Mohorič · Mori · Niemiec · Petilli · Polanc · Ravasi · Swift · Troia  · Ulissi · Zurlo · Lizde (stagiair) · Raboesjenka (stagiair) · Romano (stagiair)
Aït el Abdia · Aru · Atapuma · Bono · Bystrøm · Consonni · Conti · Costa · Đurasek · Ferrari · Ganna · Kristoff  · Laengen · Marcato · Martin · Mirza · Mori · Niemiec · Petilli · Polanc · Ravasi · Raboesjenka · Sutherland · Swift · Troia  · Ulissi
Aru · Bohli · Bystrøm · Consonni · Conti · Costa · Đurasek · Ferrari · Gaviria · Henao · Kristoff · Laengen · Marcato · Martin · Mirza · Molano · Mori · Muñoz · I. Oliveira · R. Oliveira · Petilli · Philipsen · Pogačar · Polanc · Ravasi · Raboesjenka · Sutherland · Troia  · Ulissi
Ardila · Aru · Bjerg · Bohli · Bystrøm · Conti · Costa · Covi · De la Cruz · Dombrowski · Formolo · Gaviria · Henao · Kristoff · Laengen · Marcato · McNulty · Mirza · Molano · Muñoz · I. Oliveira · R. Oliveira · Philipsen · Pogačar · Polanc · Ravasi · Raboesjenka · Richeze · Troia · Ulissi
Ardila · Ayuso (vanaf 15 juni) · Bjerg · Bystrøm · Conti · Costa · Covi · De la Cruz · Dombrowski · Fisher-Black (vanaf 14 juli) · Formolo · Gaviria · Gibbons · Hirschi · Kristoff · Laengen · Majka · Marcato · McNulty · Mirza · Molano · Muñoz · I. Oliveira · R. Oliveira · Pogačar · Polanc · Raboesjenka · Richeze · Trentin · Troia · Ulissi· Groß (stagiair)
Ackermann · Almeida · Ardila · Ayuso · Bennett · Bjerg · Brunel (tot 2/6) · Costa · Covi · Fisher-Black · Formolo · Gaviria · Gibbons · Groß · Hirschi · Hodeg · Laengen · Majka · McNulty · Mirza · Molano · I. Oliveira · R. Oliveira · Pogačar · Polanc · Richeze · Soler · Suter · Trentin · Troia · Ulissi · Andersen (stagiair) · Kluckers (stagiair) · Knight (stagiair)
Bonifazio · Bystrøm · Calmejane · Costa · De Gendt · De Pooter · Girmay · Goossens · Herregodts · Huys · Johansen · Marit · Meintjes · Mihkels · Page · Paquot · Petilli · Petit · Planckaert · Rex · Rota · Smith · Taaramäe · Teunissen · Thijssen · van der Hoorn · van Poppel · Vliegen · Zimmermann
Amador · Beloki · Bettiol(tot 14/8) · Bissegger · Carapaz · Carr · Carthy · Cepeda · Chaves · Costa · de Bod · Doull · Healy · Honoré · Nerurkar · Piccolo(tot 21/6) · Powless · Quinn · Rafferty · Rootkin-Gray · Rutsch · Ryan · Shaw · Steinhauser · Sweeny · Todome · Urán · Valgren · van den Berg · van der Lee · Hlady (stagiair) · Lovidius (stagiair)